# Кампос, Карел
Карел Кристофер Кампос Суарес (исп. Karel Christopher Campos Suárez; род. 17 января 2003, Tamazunchale, Сан-Луис-Потоси) — мексиканский футболист, полузащитник клуба «Америка». 

## Клубная карьера
Кампос — воспитанник клуба «Америка». 23 июля 2021 года в матче против «Керетаро» дебютировал в мексиканской Примере.

## Международная карьера
В 2022 году в составе молодёжной сборной Мексики Кампос принял участие в молодёжном Кубке КОНКАКАФ в Гондурасе. На турнире он сыграл в матчах против сборных Суринама, Гаити, Пуэрто-Рико и Гватемалы.